# Saranthe
Saranthe (Regel & Körn.) Eichler − rodzaj roślin z rodziny marantowatych. Należy do niego 10 gatunków występujących w południowej i wschodniej Brazylii, północno-wschodniej Argentynie i Paragwaju w Ameryce Południowej. 

## Zasięg geograficzny
Najszerszy zasięg ma gatunek Saranthe eichleri, który występuje w południowej i wschodniej Brazylii, północno-wschodniej Argentynie i Paragwaju w Ameryce Południowej. Pozostałe gatunki są endemitami Brazylii. S. madagascariensis i S. klotzschiana występują na obszarze stanów Bahia i Rio de Janeiro, S. composita, S. gladioli, S. glumacea, S. leptostachya i S. tenuifolia w Rio de Janeiro, S. membranacea w Minas Gerais, a S. ustulata w środkowo-wschodniej części stanu Santa Catarina.

## Morfologia
Wieloletnie rośliny zielne. Kwiaty wyrastają w zredukowanych wierzchotkach zebranych w słabo lub silnie rozgałęziony kwiatostan. Podsadki zielonkawe. Listki okwiatu zrośnięte w rurkę na około połowie ich długości. Dwa zewnętrzne prątniczki mniej więcej równe, przypominające listki okwiatu. Prątniczek guzowaty dystalnie przypominający listek okwiatu.

## Systematyka
Pozycja systematycznaRodzaj z rodziny marantowatych (Marantaceae) z rzędu imbirowców (Zingiberales).
Wykaz gatunków
- Saranthe composita (K.Koch) K.Schum.
- Saranthe eichleri Petersen
- Saranthe gladioli K.Schum.
- Saranthe glumacea (K.Koch) K.Schum.
- Saranthe klotzschiana (Körn.) Eichler
- Saranthe leptostachya (Regel & Körn.) Eichler
- Saranthe madagascariensis (Benth.) K.Schum.
- Saranthe membranacea Petersen
- Saranthe tenuifolia Petersen
- Saranthe ustulata Petersen